# Герб комуни Маркарюд
Герб комуни Маркарид (швед. Markaryds kommunvapen) — символ шведської адміністративно-територіальної одиниці місцевого самоврядування комуни Маркарид.

## Історія
Герб із журавлем було розроблено 1963 року для торговельного містечка (чепінга) Трарид. На гербі чепінга Маркарид від 1948 року було зображення поштових ріжків.   
Після адміністративно-територіальної реформи, проведеної в Швеції на початку 1970-х років, муніципальні герби стали використовуватися лишень комунами. До складу нової комуни увійшли чепінги Маркарид та Трарид.
Герб нової комуни скомбіновано з двох гербів колишніх муніципальних утворень. Він отримав королівське затвердження 1972 року, а офіційну реєстрацію — 1974 року.

## Опис (блазон)
У золотому полі синій журавель з червоною головою, піднятою вгору правою лапою та розгорнутими обабіч крилами, у синій главі — два золоті поштові ріжки.

## Зміст
Журавель означає чепінг Трарид, для якого є називним символом (швед. Trana=журавель). Поштові ріжки символізують чепінг Маркарид, у якому знаходилась важлива поштова станція.      